# Claus-Dieter Reents
Claus-Dieter Reents (* 15. März 1943 in Hamburg; † 27. August 1996 in Grünwald-Geiselgasteig) war ein deutscher Schauspieler.

## Werdegang
Reents absolvierte seine Ausbildung an einer Schauspielschule in Frankfurt am Main.
Er wurde einem breiten Publikum durch diverse Kino- und Fernsehrollen bekannt, zum Beispiel neben Götz George in Die Katze, in verschiedenen Folgen der Krimireihe Tatort, Gastrollen in Fernsehserien wie Der Fahnder und Die Kommissarin oder unter der Regie von Ingmar Bergman in Das Schlangenei.
In der ARD-Seifenoper Marienhof verkörperte er seit Drehbeginn am 10. Februar 1992 viereinhalb Jahre lang den Kneipenwirt Heinz Poppel. Am 27. August 1996 starb er auf dem Gelände der Bavaria in Grünwald bei München während Dreharbeiten zu der Serie plötzlich und unerwartet an Herzversagen.

## Filmografie (Auswahl)
- 1969: Die Revolte
- 1973: Die Verrohung des Franz Blum
- 1975: Paule Pauländer
- 1975–1997: Tatort (Fernsehreihe)
  - 1975: Die Rechnung wird nachgereicht
  - 1977: Schüsse in der Schonzeit
  - 1987:  Pension Tosca oder Die Sterne lügen nicht
  - 1991: Bis zum Hals im Dreck
  - 1997: Akt in der Sonne
- 1976: Kreutzer
- 1977: Der Hauptdarsteller
- 1977: Aus einem deutschen Leben
- 1979: Tödliche Botschaft (The Lady Vanishes)
- 1979: Soweit das Auge reicht
- 1980: Gibbi Westgermany
- 1982: Feine Gesellschaft – beschränkte Haftung
- 1983: Die Spieler
- 1983–1995 Ein Fall für zwei (drei Folgen)
- 1984: Flammenzeichen
- 1985: Heidenlöcher
- 1985: Va Banque
- 1988: Der Einbruch
- 1988: Die Katze
- 1988: Verkehrsgericht, Folge 19
- 1989: Ein verhexter Sommer
- 1990: Spieler
- 1990: Kommissarin Goedeke (13 Episoden)
- 1991: Verkehrsgericht, Folge 27
- 1992–1996: Marienhof (125 Episoden)
- 1994: Die Kommissarin – Jugendsünden
- 1994: Die Stadtindianer – Krieg im Kiez
- 1995: Nur über meine Leiche
- 1995: Gegen den Wind – Die Robbe